# Meridiano 20 este
El meridiano 20 este es una línea de longitud que se extiende desde el Polo Norte atravesando el océano Ártico, Europa, África, océano Atlántico, océano Índico, océano Antártico y la Antártida hasta el Polo Sur.
El meridiano 20 este forma un gran círculo con el meridiano 160 oeste.
Comenzando en el Polo Norte y dirigiéndose hacia el Polo Sur, el meridiano atraviesa:
| Coordenadas                      | País, territorio o mar                    | Notas                                           |
| -------------------------------- | ----------------------------------------- | ----------------------------------------------- |
| 90°0′N 10°0′E / 90.000, 10.000   | Océano Ártico                             |                                                 |
| 80°32′N 20°0′E / 80.533, 20.000  | Noruega                                   | Islas de Nordaustlandet y Spitsbergen, Svalbard |
| 78°37′N 20°0′E / 78.617, 20.000  | Mar de Barents                            |                                                 |
| 73°54′N 20°0′E / 73.900, 20.000  | Océano Atlántico                          | Mar de Noruega                                  |
| 70°10′N 20°0′E / 70.167, 20.000  | Noruega                                   | Isla de Vanna, y la península                   |
| 68°34′N 20°0′E / 68.567, 20.000  | Suecia                                    | Durante 2 km                                    |
| 68°33′N 20°0′E / 68.550, 20.000  | Noruega                                   | Durante 18 km                                   |
| 68°23′N 20°0′E / 68.383, 20.000  | Suecia                                    |                                                 |
| 63°37′N 20°0′E / 63.617, 20.000  | Mar Báltico                               | Golfo de Botnia                                 |
| 60°24′N 20°0′E / 60.400, 20.000  | Åland                                     | Isla de Fasta Åland                             |
| 60°1′N 20°0′E / 60.017, 20.000   | Mar Báltico                               |                                                 |
| 54°57′N 20°0′E / 54.950, 20.000  | Rusia                                     | Kaliningrado Exclave                            |
| 54°25′N 20°0′E / 54.417, 20.000  | Polonia                                   |                                                 |
| 49°13′N 20°0′E / 49.217, 20.000  | Eslovaquia                                | Atravesando las montañas de Kriváň              |
| 48°10′N 20°0′E / 48.167, 20.000  | Hungría                                   |                                                 |
| 46°10′N 20°0′E / 46.167, 20.000  | Serbia                                    |                                                 |
| 43°4′N 20°0′E / 43.067, 20.000   | Montenegro                                |                                                 |
| 42°31′N 20°0′E / 42.517, 20.000  | Albania                                   |                                                 |
| 39°41′N 20°0′E / 39.683, 20.000  | Mar Mediterráneo                          | Mar Jónico                                      |
| 39°27′N 20°0′E / 39.450, 20.000  | Grecia                                    | Isla de Corfú                                   |
| 39°24′N 20°0′E / 39.400, 20.000  | Mar Mediterráneo                          | Mar Jónico y el propio mediterráneo             |
| 32°1′N 20°0′E / 32.017, 20.000   | Libia                                     |                                                 |
| 31°28′N 20°0′E / 31.467, 20.000  | Mar Mediterráneo                          | Golfo de Sidra                                  |
| 30°46′N 20°0′E / 30.767, 20.000  | Libia                                     |                                                 |
| 21°33′N 20°0′E / 21.550, 20.000  | Chad                                      |                                                 |
| 9°7′N 20°0′E / 9.117, 20.000     | República Centroafricana                  |                                                 |
| 4°58′N 20°0′E / 4.967, 20.000    | República Democrática del Congo           |                                                 |
| 7°0′S 20°0′E / -7.000, 20.000    | Angola                                    |                                                 |
| 17°53′S 20°0′E / -17.883, 20.000 | Namibia                                   |                                                 |
| 22°0′S 20°0′E / -22.000, 20.000  | Frontera Namibia / Botsuana               |                                                 |
| 24°45′S 20°0′E / -24.750, 20.000 | Frontera Namibia / Sudáfrica (Cabo Norte) |                                                 |
| 28°26′S 20°0′E / -28.433, 20.000 | Sudáfrica                                 | Cabo Norte y Cabo Oeste                         |
| 34°50′S 20°0′E / -34.833, 20.000 | límite Océano Atlántico / Océano Índico   |                                                 |
| 60°0′S 20°0′E / -60.000, 20.000  | Océano Antártico                          |                                                 |
| 69°53′S 20°0′E / -69.883, 20.000 | Antártida                                 | Tierra de la Reina Maud, reclamado por Noruega  |